# تنفير
التنفير لغة:
من مادة (نفر) أصلها يدلُّ على تجافٍ وتباعدٍ، ونَفَرَ يَنْفِر نُفُورًا ونِفارًا: إِذا فَرَّ وذهب، والنَّفْر: التَّفرُّق، ونَفَرَ الظَّبْيُ وغيره: شَرَدَ، ونفَر من صُحبة فلان: كرهها وأنفها وانقبض منها غيرَ راضٍ عنها. ونفَر من محيطه: لم يعُد يشعر بميلٍ إليه، ونَفَرَتِ الدَّابَّةُ: خَافَتْ وتَبَاعَدَتْ، ونفَرَ من المكان نَفَرَا: تركه إلى غيره، ومنها نفر الحاج من منى: أي اندفع منها إلى مكة، وْيومُ النَّفْر الأول: هو اليوم الذي يَنفر فيه الحاجُّ من منى إلى مكَّة وهو الثَّاني من أيّام التَّشريق، ويَوْمُ النَّفر الآخر: هو اليوم الثَّالث من أيّام التَّشريق.
ويقول الراغب: (النّفر: الانزعاج عن الشّيء، كالفزع إلى الشّيء، وعن الشّيء. يُقال: نفر عن الشّيء، نفورا قال ((ما زادَهُمْ إِلَّا نُفُوراً)) (فاطر/ 42) ونفر إلى الحرب ينفر وينفر نفرا، ومنه يوم النّفر.
واصطلاحًا:
هو أن تلقى الناس أو تعاملهم بالغِلْظَة والشدة ممَّا يحمل على النُّفور من الإسلام والدين 

## التنفير وذمه وبيان أسبابه في القرآن
قال تعالى (في سورة آل عمران):
﴿فَبِمَا رَحْمَةٍ مِنَ اللَّهِ لِنْتَ لَهُمْ وَلَوْ كُنْتَ فَظًّا غَلِيظَ الْقَلْبِ لَانْفَضُّوا مِنْ حَوْلِكَ فَاعْفُ عَنْهُمْ وَاسْتَغْفِرْ لَهُمْ وَشَاوِرْهُمْ فِي الْأَمْرِ فَإِذَا عَزَمْتَ فَتَوَكَّلْ عَلَى اللَّهِ إِنَّ اللَّهَ يُحِبُّ الْمُتَوَكِّلِينَ ۝١٥٩﴾ [آل عمران:159].
(أي: برحمة الله لك ولأصحابك، منَّ الله عليك أن ألنت لهم جانبك، وخفضت لهم جناحك، وترققت عليهم، وحسنت لهم خلقك، فاجتمعوا عليك وأحبوك، وامتثلوا أمرك. {ولو كنت فظا} أي: سيئ الخلق {غليظ القلب} أي: قاسيه، { لانفضوا من حولك } لأن هذا ينفرهم ويبغضهم لمن قام به هذا الخلق السيئ. فالأخلاق الحسنة من الرئيس في الدين، تجذب الناس إلى دين الله، وترغبهم فيه، مع ما لصاحبه من المدح والثواب الخاص، والأخلاق السيئة من الرئيس في الدين تنفر الناس عن الدين، وتبغضهم إليه، مع ما لصاحبها من الذم والعقاب الخاص، فهذا الرسول المعصوم يقول الله له ما يقول، فكيف بغيره؟! أليس من أوجب الواجبات، وأهم المهمات، الاقتداء بأخلاقه الكريمة، ومعاملة الناس بما يعاملهم به صلى الله عليه وسلم، من اللين وحسن الخلق والتأليف، امتثالا لأمر الله، وجذبا لعباد الله لدين الله.)

## شواهد من السنة في النهي عن التنفير
قال النووي: وفي هذا الحديث الأمر بالتَّبشير بفضل الله وعظيم ثوابه، والنَّهي عن التَّنْفِير بذكر التَّخويف، وأنواع الوعيد محضةً، مِن غير ضمِّها إلى التَّبشير، وفيه تأليف مَن قَرُب إسلامه، وترك التَّشديد عليهم، و من قارب البلوغ مِن الصِّبيان ومن بلغ، ومَن تاب مِن المعاصي، كلُّهم يُتَلطَّف بهم، ويُدْرَجون في أنواع الطَّاعة شيئا فشيئا. وقد كانت أمور الإسلام في التَّكليف على التَّدريج؛ فمتى يسَّر على الدَّاخل في الطَّاعة سَهُلَت عليه، وكانت عاقبته على الأغلب الزيادة منها، ومتى عَسُرَت عليه أوشك أن لا يدخل فيها، وإن دخل أوشك أن لا يدوم.
قال ابن حجر: (قال الطِّيبي أنه مِن باب المقابلة المعنويَّة لأنَّ الحقيقيَّة أن يقال: بشِّرا ولا تنذرا وآنسا ولا تنفِّرا، فجمع بينهما ليعمَّ البِشَارة والنِّذارة والتَّأنيس والتَّنْفِير. قلت: ويظهر لي أنَّ النُّكتة في الإتيان بلفظ البِشَارة -وهو الأصل- وبلفظ التَّنْفِير -وهو اللَّازم- وأتى بالذي بعده -على العكس- للإشارة إلى أنَّ الإنذار لا يُنْفَى مطلقًا، بخلاف التَّنْفِير: فاكتفى بما يلزم عنه الإنذار، وهو التَّنْفِير، فكأنَّه قيل: إن أنذرتم فليكن بغير تنفير).
وعن أبي موسى الأشعري أنَّ النَّبيَّ ﷺ بعثه ومعاذًا إلى اليمن فقال:
ومُنَفِّرين: يعني يُنَفِّرُون النَّاس عن دين الله، فلقد (جاءت هذه الشَّريعة السَّمحة، باليُسر والسُّهولة، ونَفْي العَنَت والحَرَج. ولهذا فإنَّ الصَّلاة -التي هي أجلُّ الطَّاعات- أمر النَّبيُّ ﷺ الإمام التَّخفيف فيها، لتتيسَّر وتَسْهُل على المأمومين، فيخرجوا منها وهم لها راغبون. ولأنَّ في المأمومين مَن لا يطيق التَّطويل، إمَّا لعجزه أو مرضه أو حاجته، فإن كان المصلِّي منفردًا فليطوِّل ما شاء؛ لأنَّه لا يضرُّ أحدًا بذلك.
ومِن كراهته ﷺ للتَّطويل، الذي يضرُّ النَّاس أو يعوقهم عن أعمالهم، أنَّه لما جاءه رجل وأخبره أنَّه يتأخَّر عن صلاة الصُّبح مع الجماعة، مِن أجل الإمام الذي يصلِّي بهم، فيطيل الصَّلاة، غضب النَّبيُّ ﷺ غضبًا شديدًا، وقال: إنَّ منكم مَن يُنَفِّر النَّاس عن طاعة الله، ويكرِّه إليهم الصَّلاة ويثقِّلها عليهم، فأيُّكم أمَّ النَّاس فليوجز، فإنَّ منهم العاجزين وذوي الحاجات)
(وعن عباد بن شرحبيل، قال: أصابتني سنة، فدخلت حائطا من حيطان المدينة، ففركت سنبلا فأكلت وحملت في ثوبي، فجاء صاحبه فضربني وأخذ ثوبي، فأتيت رسول الله ﷺ فقال له: «ما علّمت إذ كان جاهلا، ولا أطعمت إذ كان جائعا» أو قال «ساغبا» وأمره فردّ عليّ ثوبي، وأعطاني وسقا، أو نصف وسق من طعام).
وفي الحديث نهي عن الغلظة والقسوة التي تنفر الناس من الدين.

## آثار ومضار التنفير
- الانفلات من التدين والانتكاس.
- هجران العامَّة لمجالس الذِّكر والخير، ويُفسد اجتماعهم على الخير.
- يورث كره المجتمع لصاحبها.
- قنوط النَّاس من رحمة الله عز وجل.
- يلحق المنَفِّر وِزْر كلِّ مَن حمله تنفيره إلى الباطل، ويجلب سخط الله ورسوله.[12]

## من صور التنفير
-الغلو في الدين وتعامل الداعية مع الناس بأسلوب فيه نوع من الشدة والغلظة وعدم الرفق واللين. وهذا السلوك يجعل الناس ينفرون مِن دعوته، ولا يستجيبون لتعاليمه، وهذا تصديقًا لقول رسول الله ﷺ: 
- الأخذ بالعزيمة والحمل على الأخذ بها، والإعراض عن الرخص التي شرع الله الأخذ بها مما يوقع الناس في المشقة.
- القسوة عند الأمر بالمعروف والنَّهي عن المنكر.
- تقنيط النَّاس مِن رحمة الله، وازدراء المذنبين ونبذهم وربما تصل أيضاً إلى الاعتداء عليهم بالسب والشتم وغيره.
عن عمر بن الخطاب  أنَّ رجلًا على عهد النَّبيِّ ﷺ كان اسمه عبد الله، وكان يُلَقَّب حمارًا، وكان يُضْحِك رسول الله صلى الله عليه وسلم، وكان النَّبيُّ ﷺ قد جلده في الشَّراب، فأُتِي به يومًا، فأَمَر به فجُلِد، فقال رجل مِن القوم: اللَّهمَّ الْعَنْهُ، ما أكثر ما يُؤتى به؟ فقال النَّبيُّ ﷺ: ((لا تلعنوه، فوالله ما علمت إلَّا أنَّه يحبُّ الله ورسوله)). وفي حديث آخر ((أُتِيَ النَّبيُّ ﷺ بسكران، فأَمَر بضربه، فمنَّا مَن يضربه بيده، ومنَّا مَن يضربه بنعله، ومنَّا مَن يضربه بثوبه، فلمَّا انصرف، قال رجلٌ: ما له؟! أخزاه الله! فقال رسول الله ﷺ: لا تكونوا عون الشَّيطان على أخيكم)).
(فقد علَّل النَّبيُّ ﷺ نهيه عن لعن شارب الخمر بأنَّ ذلك اللَّعن سيكون عونًا للشَّيطان على المسلم، فربَّما ازداد نفورًا؛ فإنَّ العقوبة تُقَدَّر بقَدْرِ الجُرْم، فربَّما ازدادت فأدَّت إلى أثرٍ عكسيٍ).
- تنفير الأئمَّة للنَّاس مِن الصَّلاة بإطالتها.
- مخالفة العلم للعمل والقول للفعل:
قال حكيم أفسد الناس جاهل ناسك وعالم فاجر؛ هذا يدعو الناس إلى جهله بنسكه، وهذا يُنفِّر الناس عن علمه بفسقه.

## أسباب الوقوع في التنفير
| « | 1. سوء الخُلُق، وجفاء الطَّبع والغِلظة والقسوة مِن أعظم أسباب التَّـنـْفِير. 2. الجهل بأصول الشَّريعة ومبادئ وأصول الدعوة إلى الله. 3. عدم الإلمام بفقه الأمر بالمعروف والنَّهي عن المنكر. 4. عدم مراعاة أحوال النَّاس وتفهُّم أوضاعهم ومراعاة اختلاف طبائعهم . 5. كثرة المواعظ والنُّصح بالقول وكثرة الأوامر والزواجر عليهم. 6. اغترار المنَفِّر بفعله وظنُّه أنَّ ما يفعله هو الصَّواب بعينه والنظر لغيره بعين الانتقاص. 7. التَّقليد للخطأ مِن أعظم آفات التَّـنْفِير. | » |

## الأفعال المعينة على تركه
- التَّأسِّي بطريقة رسول الله ﷺ في دعوته.
- أن يستشعر الدَّاعية حاجة النَّاس إلى الدَّاعية البصير الهيِّن اللَّيِّن.
- خوف الدَّاعية مِن أن يكون سببًا في ضلال النَّاس وإبعادهم عن الدِّين بسب تعامله الفظ.
-أن يُلِمَّ الدُّعاة بفقه الأمر بالمعروف والنَّهي عن المنكر فيقوموا بهذا الواجب على علم.